# Gymnázium Uherský Brod

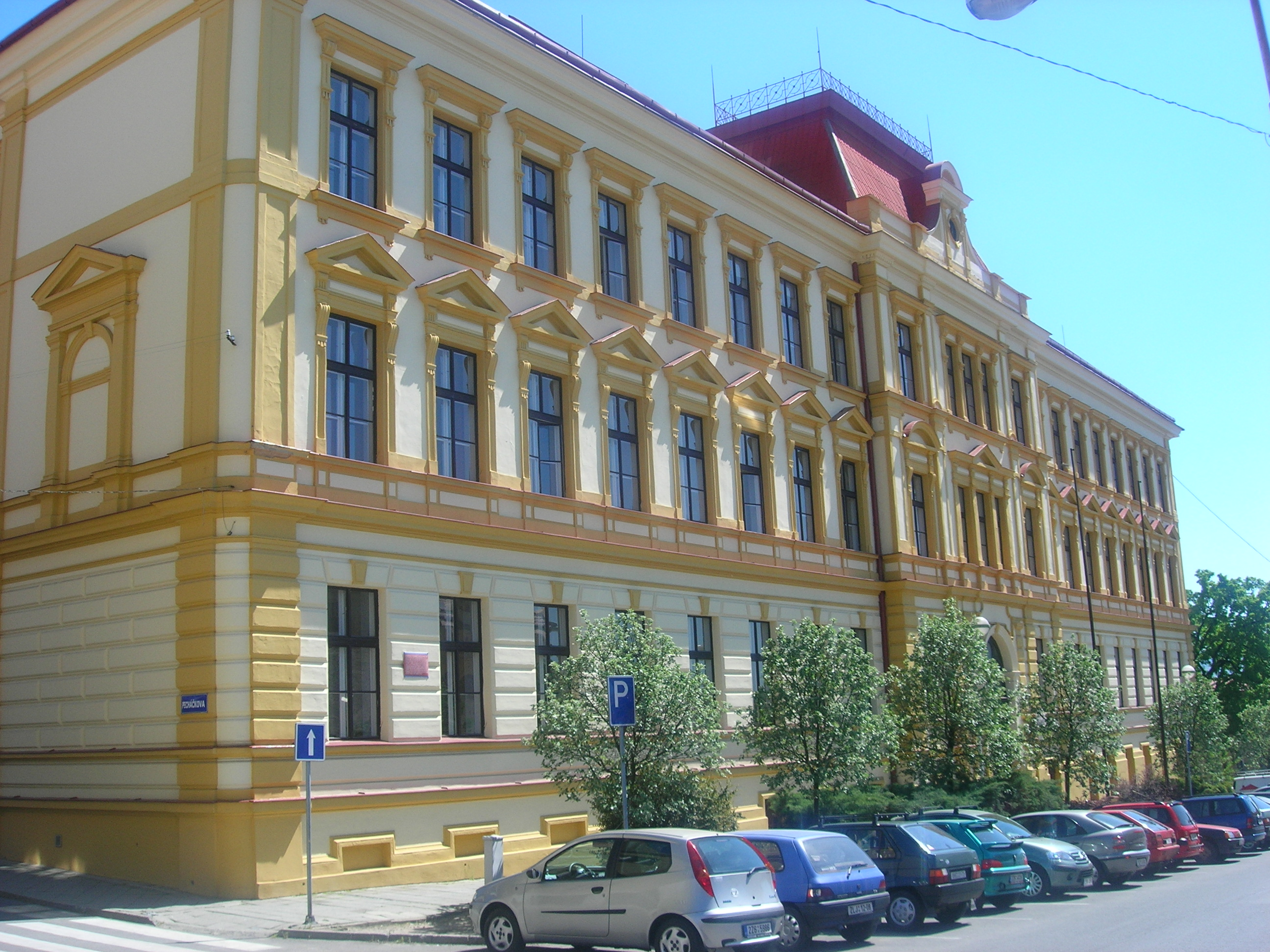
Stará budova gymnázia

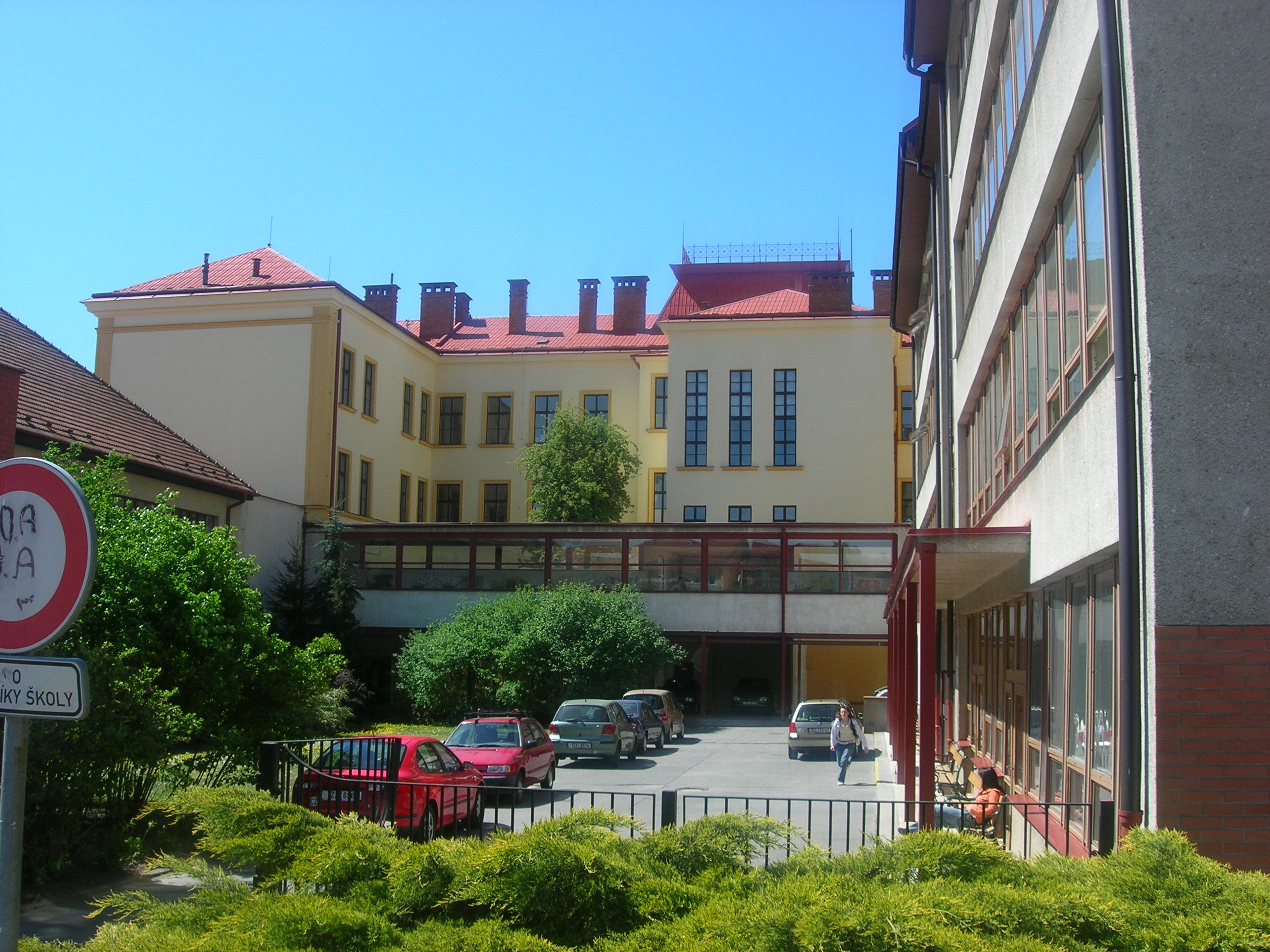
Nádvoří gymnázia

Gymnázium Uherský Brod (oficiálně Gymnázium J. A. Komenského a Jazyková škola s právem státní jazykové zkoušky Uherský Brod) je osmileté a čtyřleté gymnázium, které se nachází v Uherském Brodě. Vzniklo roku 1896, pojmenováno bylo po významném filozofovi, učiteli a spisovateli Janu Amosi Komenském.
Za druhé světové války byli v budově gymnázia shromažďováni židovští obyvatelé okresů Zlín a Veselí nad Moravou před transporty do koncentračních táborů. V upomínku na tyto události byla v lednu 2013 na budovu gymnázia umístěna bronzová pamětní deska připomínající oběti holokaustu.
V současnosti na gymnáziu studuje 472 studentů (kapacita je 720 studentů) v 16 třídách; každý rok se nabírá jedna třída do primy a dvě třídy do 1. ročníku. Součástí školy je od září 2002 i jazyková škola s kapacitou 200 studentů. Zřizovatelem školy je Zlínský kraj. Ředitelem od roku 2013 do roku 2019 byl Jaroslav Krpal, od roku 2019 je ředitelem Karel Machálek.

## Budovy školy
Budova školy (dnes nazývaná stará) byla dokončena ve školním roce 1898/1899, předtím výuka probíhala v domě číslo 90 v dnešní Moravské ulici (první ročník byl otevřen na podzim 1896).
Z kapacitních důvodů se v roce 1979 začalo se stavbou nové budovy, stavba byla dokončena roku 1989. Kromě nových učeben přibyly škole i jídelna a nová prostorná tělocvična. Stará a nová budova jsou propojeny dvěma průchody.
Roku 2002 byla dokončena přestavba půdních prostorů nové budovy, v nichž byla posléze otevřena jazyková škola Na Půdě.

## Charakteristika školy
Uherskobrodské gymnázium je institucí s dlouhodobou tradicí. Vždy bylo a i v současnosti je základní nositelem všeobecné vzdělanosti v Uherském Brodě a přilehlém regionu. V současné době téměř všichni absolventi gymnázia pokračují ve studiu v terciární sféře vzdělávání na různých typech veřejných i soukromých univerzit a vysokých škol. Vzhledem k vysoké úrovni předmětů základního kurzu a k propracované nabídce profilových volitelných předmětů je škála oborů, které absolventi studují na vysokých školách, opravdu široká – zabírá prostor od technických a přírodovědných oborů (stavitelství, strojírenství, přírodní vědy, matematika, medicína, stomatologie, farmacie) přes humanitní vědy (lingvistika, právo, sociologie, psychologie, žurnalistika, mezinárodní vztahy, politologie, ekonomie, mediální studia) až po informační technologie a pedagogické obory.
Pro studenty nastupující do primy a prvního ročníku organizuje gymnázium ihned po zahájení jejich studia adaptační kurzy založené na principech zážitkové pedagogiky. Cílem je vzájemné seznámení studentů a položení základů pro rozvoj pozitivních sociálních interakcí – jen ve fungujícím kolektivu lze systematicky a efektivně studovat.
V průběhu vzdělávání absolvují studenti lyžařský výcvikový kurz, vodácký kurz a historicko kulturní exkurzi do Prahy. Mají možnost vydat se na výběrový lyžařský kurz do rakouských Alp a sportovně turistický kurz v Itálii, zapojit se do mezinárodních projektů partnerství mezi školami Comenius a e-Twinning, zúčastnit se jazykových a poznávacích zájezdů do Velké Británie, Německa, Španělska, Francie, Rakouska a dalších evropských zemí. V souvislosti s volbou další vzdělávací profesní kariéry je studentům poskytováno kariérové poradenství, které jim umožní odhalit jejich předpoklady pro jednotlivé profese a zjednoduší jim volbu volitelných předmětů, které slouží jako příprava pro jednotlivé univerzitní a vysokoškolské studijní obory. Na gymnáziu rovněž pracuje jako poradní orgán ředitele Studentský parlament. Škola dosahuje vynikajících výsledků v oblasti práce s talentovanými studenty.
Studenti gymnázia jsou zapojeni do projektu Moravské děti, zpívají s folklorním souborem Jakub.